# 国营红光农场
国营红光农场是位于中国海南省澄迈县一个类似乡级单位。

## 行政区划
下辖以下地区：
国营红光场部社区、国营红光农场第一作业区、国营红光农场第二作业区、国营红光农场第三作业区、国营红光农场第四作业区、国营红光农场第五作业区、国营红光农场第六作业区、国营红光农场第七作业区和国营红光农场第八作业区。